# Бернард (граф Пуатьє)
Бернард Готський (*Bernard de Gothie д/н — після 879) — граф Барселони, Жирони, Руссільйона, маркиз Готії, герцог Септиманії у 865—878 роках (як Бернард II), граф Пуатьє і Буржа у 866—878 роках (як Бернард III), граф Отена у 877—879 роках.

## Життєпис
Походив з впливового роду Гільємідів. Син Бернарда II, графа Пуатьє, та Біліхільди, доньки Роргона I, графа Мена. Його батько загинув у боротьбі з норманськими загонами. Про дату народження і молоді роки Бернарда немає відомостей.
Після придушення заколоту аквітанської знаті у 864 році король Карл II Лисий розподілив землі бунтівників між вірними людьми. Бернард отримав графства Овернь і Отен. 865 року Бернард позбавлений Оверні й Отена, замість цього отримав графства Барселона, Нарбонн, Осона, Руссильйон, виконства Агд, Безьє, Мельгей і Нім титул маркиза Готії.
866 року після смерті зведеного брата Рамнульфа I, отримав також графство Пуатьє. Того ж року отримав графство Бурж, а в 877 році — графство Отен. 1 квітня 876 році помер єпископ Вульфадус, і Карл призначив на його місце єпископа Фротаріона. Бернард був сильно незадоволений цим, але до заколоту справа не дійшла.
Повстання спалахнуло восени 877 року, коли Карл Лисий помер. Бернард Готський з братом Еменоном, графом Ангулема, Бозоном, графом Провану, архікапеланом Гуго Абатом і Бернаром Плантевелем повстали проти нового короля Людовика II Заїки. Реймський архієпископ Гінкмар при підтримці папської курії на соборі в Труа замирив частину бунтівників, таким чином Бозон. Гуго Абаи та Бернар перейшли на сторону короля і Бернар і Еменон залишилися одні.
11 вересня 878 року Людовик II за наполяганням папи римського Івана VIII змістив бунтівного графа, роздавши його володіння вірним васалам. Бернард втримав за собою Отен і ще деякий час продовжував чинити опір. Помер після 879 року.